# Loud Records
Loud Records – amerykańska wytwórnia muzyczna, pododdział Arista Records. Została założona przez Steve'a Rifkind'a w 1992 roku, a działała do roku 2002.
Wytwórnia Loud Records zajmowała się muzyką hip-hop / rap. Wydawała takich artystów jak Wu-Tang Clan, Mobb Deep, The Beatnuts, Pete Rock czy Xzibit.